# Gizaplateauet
Gizaplateauet (arabisk جيزة بلاتي) er et plateau i Giza, Egypten. Det er berømt for Giza Nekropolis, der ligger på stedet, og det er karakteriseret af sandet ørkenklima og terræn med sparsom vegetation.
Plateauet og dets fortidsminder er blevet registreret i Giza Plateau Mapping Project, som bliver udført af Det Gamle Egyptens Forskningsmedarbejdere (Ancient Egypt Research Associates), med Mark Lehner i spidsen. AERAs 2009 feltarbejde blev publiceret i en blog.
Det moderne Gizas udformning har to hovedveje. Den første fra nord går til Khufus pyramider, og den anden leder til nær Sfinksen i Giza fra øst. De krydser Nilen fra østbredden og følger dæmningen vestpå. De tre store pyramider dominerer landskabet. De blev bygget til faraoerne  Khufu, Khafra og Menkaura, hvoraf Khufus er den største og står længst mod nord. Khafras pyramide er bygget nøjagtigt sydvest for hans fars pyramide og er opført på et lidt højere sted for at give indtryk af, at den er større. Menkauras pyramide er langt mindre og ikke bygget på samme diagonal som de to andre.
Siden den Egyptiske revolution i 2011 er der sket plyndringer på området.